# Meire Grove
Meire Grove är en ort i Stearns County i Minnesota. Vid 2020 års folkräkning hade Meire Grove 180 invånare. Meire Grove hade ett postkontor mellan 1873 och 1905 som dessutom var känd under de alternativa stavningarna Meire's Grove och Meiregrove.